# Albufereta
La Albufereta es un barrio de la ciudad española de Alicante. Según el padrón municipal, cuenta en el año 2023 con una población de 10 619 habitantes (5687 mujeres y 4932 hombres).

## Localización
La Albufereta limita al oeste con el barrio de Vistahermosa, al norte con el de Villafranqueza-Santa Faz, al norte y este con el de Playa de San Juan y al sur con el barrio de Cabo de la Huerta y el mar Mediterráneo.
Asimismo, está delimitado exteriormente, desde el oeste y en el sentido horario, por las avenidas y calles siguientes: Villajoyosa, Sierra Grossa, Sierra San Julián, Albufereta, Aneto, Concha Espina, Caja de Ahorros, Sierra de Gredos, Camino viejo de San Juan, Padre Ángel Escapa, Benimagrell, Ansaldo, Condomina y Sol Naciente.

## Historia
En este barrio se encuentra, sobre un cerro de 37 m de altura, el yacimiento arqueológico del Tossal de Manises. Se trata de un antiguo asentamiento íbero que, posteriormente, se convirtió en la ciudad romana de Lucentum, la antigua Alicante.
En esa época romana, siglo II a. C. hasta siglo III, la población tenía un puerto comercial de interior en la entrada de mar allí existente. Al ser abandonada la ciudad, esa pequeña ría se fue colmatando y acabó siendo una albufera pequeña, donde se recibían las aguas pluviales del entorno. Al final, el líquido estancado, por falta de pendiente que lo desalojara, terminaba corrompiéndose y siendo foco de epidemias y causa de enfermedades en la zona.
En el año 1677, se decidió desecar la laguna. Después de muchas vicisitudes en el tiempo y tras realizar algunas desecaciones parciales, finalmente se concluyó toda la obra en el año 1928.
Hasta principios del siglo XX, esta zona estaba escasamente habitada. Sin embargo, en los años sesenta del mismo siglo, llegó el desarrollismo y se fue urbanizando todo el entorno.
Destacan sus edificios de notable altura construidos a pocos metros de la costa debido a la falta de suelo urbanizable disponible. El más destacable es el Residencial El Barco, que, con 111 metros, es el segundo más alto de Alicante. Actualmente, el barrio de la Albufereta es un importante destino vacacional con gran peso en el sector terciario.

## Playa
El barrio de la Albufereta tiene en su línea de costa la playa del mismo nombre, con 400 m de longitud y 18 m de ancho. Esta playa se encuentra en la desembocadura del Barranco de Maldo, formado por las confluencias de las ramblas de Orgegia y Juncaret. La playa está situada en el antiguo acceso al puerto interior y en su extremo norte perduran restos de unas piscifactorías romanas.
En la actualidad, la Albufereta es una playa muy concurrida, se encuentra completamente urbanizada y tiene muchos servicios disponibles para el visitante.

## Población
Según el padrón municipal de habitantes de Alicante, la evolución de la población del barrio de la Albufereta en los últimos años, del 2010 al 2022, tiene los siguientes números:

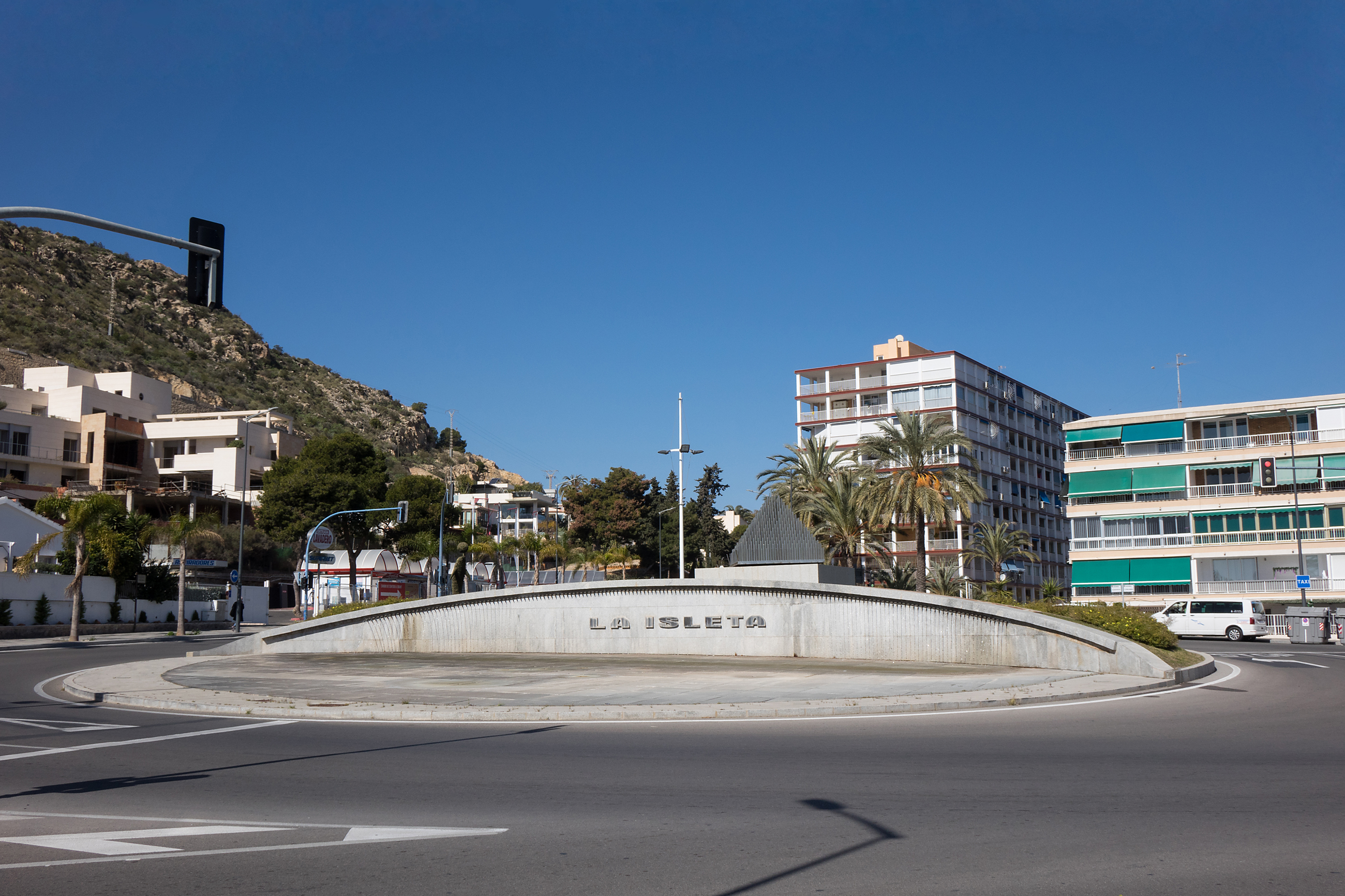
Plaza de la Isleta en el barrio de la Albufereta.

|              | 2010 | 2011  | 2012  | 2013  | 2014  | 2015  | 2016   | 2017   | 2018   | 2019  | 2020   | 2021  | 2022  | 2023   |
| ------------ | ---- | ----- | ----- | ----- | ----- | ----- | ------ | ------ | ------ | ----- | ------ | ----- | ----- | ------ |
| Población    | 9992 | 10043 | 10142 | 10157 | 10206 | 10261 | 9989   | 10141  | 10294  | 10262 | 10405  | 10466 | 10380 | 10619  |
| (Diferencia) |      | (+51) | (+99) | (+15) | (+49) | (+55) | (-272) | (+152) | (+153) | (-32) | (+143) | (+61) | (-86) | (+239) |